# Foxhome
Foxhome és una població dels Estats Units a l'estat de Minnesota. Segons el cens del 2000 tenia 143 habitants.

## Demografia
Segons el cens del 2000, Foxhome tenia 143 habitants, 58 habitatges, i 41 famílies. La densitat de població era de 145,3 habitants per km².
Dels 58 habitatges en un 32,8% hi vivien nens de menys de 18 anys, en un 55,2% hi vivien parelles casades, en un 6,9% dones solteres, i en un 29,3% no eren unitats familiars. En el 25,9% dels habitatges hi vivien persones soles el 8,6% de les quals corresponia a persones de 65 anys o més que vivien soles. El nombre mitjà de persones vivint en cada habitatge era de 2,47 i el nombre mitjà de persones que vivien en cada família era de 3.
Per edats la població es repartia de la següent manera: un 24,5% tenia menys de 18 anys, un 6,3% entre 18 i 24, un 29,4% entre 25 i 44, un 25,2% de 45 a 60 i un 14,7% 65 anys o més.
L'edat mediana era de 41 anys. Per cada 100 dones de 18 o més anys hi havia 116 homes.
La renda mediana per habitatge era de 29.688 $ i la renda mediana per família de 41.250 $. Els homes tenien una renda mediana de 25.000 $ mentre que les dones 22.500 $. La renda per capita de la població era de 13.654 $. Entorn del 5,6% de les famílies i el 13,2% de la població estaven per davall del llindar de pobresa.

## Poblacions més properes
El següent diagrama mostra les poblacions més properes.